# Tricongius
Tricongius là một chi nhện trong họ Gnaphosidae.